# 23 Гончих Псов
23 Гончих Псов (лат. 23 Canum Venaticorum), HD 116010 — одиночная звезда в созвездии Гончих Псов на расстоянии приблизительно 499 световых лет (около 153 парсек) от Солнца. Визуальная звёздная величина звезды — +5,6m.

## Характеристики
23 Гончих Псов — оранжевый гигант спектрального класса K0, или K1III, или K2II-III. Масса — около 2,675 солнечной, радиус — около 27,928 солнечного, светимость — около 203,904 солнечной. Эффективная температура — около 4383 K.

## Планетная система
В 2019 году учёными, анализирующими данные проектов Hipparcos и Gaia, у звезды обнаружена планета HIP 65072 b.